# Sparviero (croiseur)
NMS Mărăști
Pour les articles homonymes, voir Sparviero.
Le Sparviero était un croiseur éclaireur  (puis, plus tard, un destroyer) italien, navire de tête de la classe Aquila, lancé en 1916 pour la Marine royale italienne (en italien : Regia Marina).
Il était l'un des quatre destroyers de classe Vifor commandés à l'Italie par la Roumanie peu avant le début de la Première Guerre mondiale. Les quatre navires ont été réquisitionnés lorsque l'Italie a rejoint la guerre en 1915. Initialement nommé Vijelie par les Roumains, il a été renommé Sparviero au service de l'Italie. N'ayant été achevé qu'à la mi-1917, le navire n'engagea des navires austro-hongrois dans la mer Adriatique qu'à deux reprises avant la fin de la guerre en novembre 1918. On lui donna le nouveau nom de Mărăști lorsqu'il fut racheté par les Roumains en 1920.
Après l'invasion de l'Union soviétique par l'Axe le 22 juin 1941 (Opération Barbarossa), Mărăști a pris part au Raid sur Constanța quelques jours plus tard et peut avoir endommagé un destroyer soviétique leader de flottille pendant la bataille. La puissante flotte de la mer Noire a largement dépassé en nombre les forces navales de l'Axe dans la mer Noire et les destroyers roumains ont été limités à des fonctions d'escorte dans la moitié ouest de la mer Noire pendant la guerre. Au début de 1944, les Soviétiques ont pu couper et encercler le port de Sébastopol sur la péninsule de Crimée ; pendant ce temps, le navire a escorté des convois évacuant les troupes de l'Axe du port avant de s'échouer en avril. Mărăști n'a vu aucune autre action car il était en réparation.
Plus tard dans l'année, après le Coup d'État de 1944 en Roumanie , les Soviétiques ont saisi les navires roumains et les ont incorporés dans la marine soviétique. Renommé Lovkiy , le navire n'a servi que pendant un an avant d'être rendu aux Roumains qui l'ont rebaptisé D-12 en 1952. Le navire a été abandonné en 1961 et mis au rebut par la suite.

## Construction et description

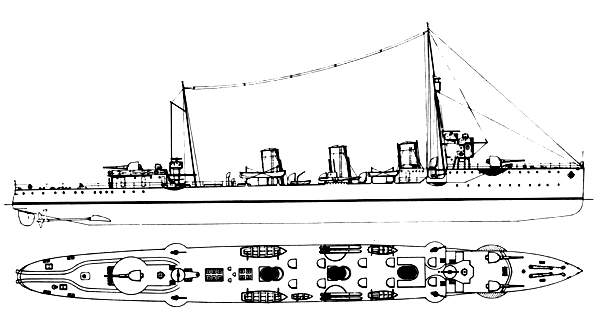
Plan et dessin du croiseur éclaireur de classe Aquila

Les destroyers avaient été commandés en 1913 au chantier naval Pattison en Italie, dans le cadre du programme naval de 1912. Ils devaient être armés de trois canons de 120 mm , quatre canons de 75 mm , cinq tubes lance-torpilles de 457 mm  et avoir une autonomie de 10 heures à pleine vitesse. Trois navires avaient été posés au moment où l'Italie a rejoint les Alliés de la Première Guerre mondiale le 23 mai 1915 en déclarant la guerre à l'Empire austro-hongrois. Les Italiens ont réquisitionné les navires roumains le 5 juin, les redésignés en tant que croiseurs éclaireurs de classe Aquila ("esploratori"). À ce moment, le navire roumain Vijelie terminé à environ 50 pour cent a été renommé Sparviero.
Les navires étaient propulsés par deux turbines à vapeur Tosi, chacune entraînant une seule hélice, utilisant la vapeur fournie par cinq chaudières Thornycroft. Les turbines ont été conçues pour produire 40.000 chevaux-vapeur (30.000 kW) pour une vitesse de 34 nœuds(63  km/h), bien que Sparviero ait pu atteindre 38 nœuds (70 km/h) lors de ses essais en mer. Les navires transportaient suffisamment de mazout pour leur donner une autonomie de 1.700 milles marins (3.100  km) à une vitesse moyenne  de 15 nœuds (28 km/h). Leur équipage comptait 9 officiers et 137 marins. 
Les Italiens avaient initialement l'intention d'armer les navires avec sept canons de 120 mm et deux paires de montures jumelles pour tubes lance-torpilles de 457 mm, mais ils ont changé l'armement à trois canons de 152 mm  et quatre canons de 76 mm pour dépasser les navires austro-hongrois, le SMS Admiral Spaun et ceux de classe Novara. Deux des canons de 152 mm étaient montés côte à côte sur le gaillard d'avant et le troisième était monté sur la superstructure arrière. Les canons antiaériens de 76 mm étaient positionnés deux de chaque côté. Les montures de torpilles étaient au bord de l'entonnoir central, un sur chaque côté. Le Sparviero pouvait aussi transporter 44 mines.

## Service à la Regia Marina

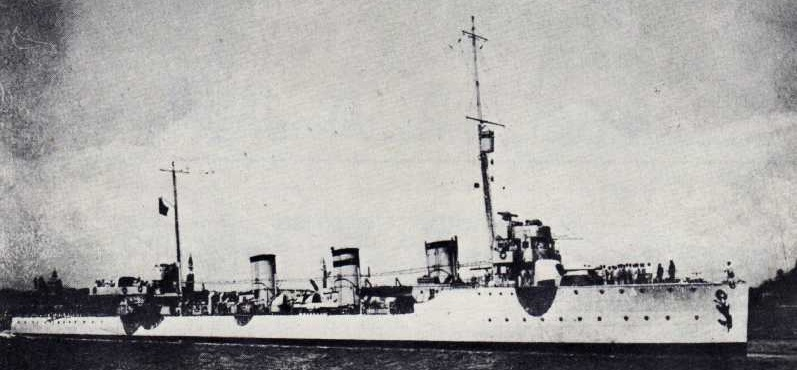
Vue de profil du Sparviero, 1918

Le Sparviero a été lancé le 25 mars 1917 et mis en service le 15 juillet 1917. Dans la nuit du 29/30 septembre, le navire a conduit sept destroyers pour soutenir un bombardement aérien de la base navale austro-hongroise à Pula. Ils ont rencontré une force de quatre destroyers austro-hongrois et quatre torpilleurs lors d'une mission similaire contre une base aérienne italienne. Les Italiens ont ouvert le feu juste avant minuit à une distance de 3000 m, alors que les Austro-Hongrois concentraient leur feu sur le navire de tête. Le Sparviero a été touché cinq fois, mais seulement trois hommes ont été blessés et un destroyer italien a été touché. Alors que les Austro-Hongrois se retiraient vers l'abri de leurs champs de mines, les Italiens ont stoppé le destroyer SMS Velebit et l'ont incendié. Un destroyer  a pris en remorque le Sparviero et les deux camps sont retournés au port après un échange de tirs non concluant à l'intérieur des champs de mines plus tard dans la nuit.
LeSparviero et son sister-ship Aquila ont escorté une force de destroyers et de petits navires pour bombarder Grisolera le 19 décembre. Le Sparviero, avec Aquila et Nibbio, en protection d'un hydravion à coque en panne dans le golfe du Drin, ont repéré trois torpilleurs austro-hongrois le 5 septembre 1918. Ils ont ouvert le feu et endommagé le 86 F avant que les autres torpilleurs atteignent l'abri d'artillerie côtière de Medua. Le mois suivant, ils ont escorté les navires alliés alors qu'ils bombardaient Durrës en Albanie, le 2 octobre. Le trio a ensuite couvert les navires bombardant Medua, en Albanie, le 21 octobre.

## Entre-deux-guerres
Le Sparviero et le Nibbio ont été rachetés par la Roumanie en 1920. Le Sparviero est devenu Mărăști et le Nibbio a été rebaptisé Mărășești lorsqu'ils ont été mis en service après leur arrivée en Roumanie le 1er juillet 1920. Les navires ont été officiellement reclassés comme destroyers et affectés au nouveau "Diviziunea Contratorpiloarelor" qui a été rebaptisé Escadron de destroyers ( "Escadrila de Distrugătoare") le 1er avril 1927. Les deux navires ont été envoyés en Italie en 1925–1926 pour un radoub où ils ont fait remplacer leurs canons de 152 mm par deux double-canons de 120 mm Schneider-Canet-Armstrong à tourelles, un de chaque avant et arrière de la superstructure, et un cinquième sur une plate-forme au milieu du navire. Les canons arrière de 76 mm ont été retirés pendant ce temps.  Des systèmes de lutte contre l'incendie ont été installés l'année suivante.  
L'escadron a été visité par le roi Carol II de Roumanie et le premier ministre, Nicolae Iorga, le 27 mai 1931. En 1940, le canon du milieu du navire de 120 mm avait été remplacé par une paire de double mitrailleuse française Hotchkiss 13.2 Les montures de mitrailleuses antiaériennes et les canons de 76 mm restants par une paire de canons allemands SK C/30 AA de 37 mm. Des supports de charge de profondeur avaient été installés sur la poupe et un lanceur de charge de profondeur italien a été ajouté. Les navires pouvaient transporter 40 charges de profondeur ou 50 mines.

## La Seconde Guerre mondiale

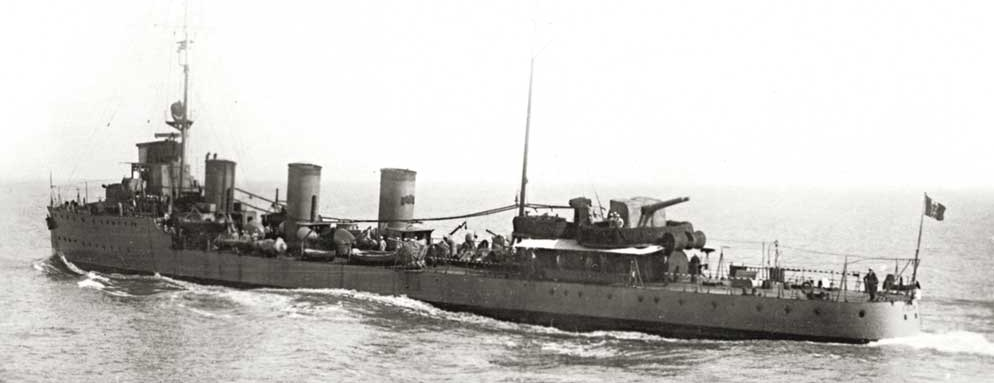
Mărăști en mer, fin des années 1930

Quelques jours après l'invasion de l'Union soviétique (Opération Barbarossa) le 22 juin 1941, deux destroyers leader de classe Léningrad, Moskva et Kharkov, commencèrent à bombarder Constanța aux premières heures du 26 juin. Les Roumains s'attendaient à un raid soviétique et leurs défenses, composées du Mărăști, du destroyer Regina Maria et des canons lourds de la batterie d'artillerie côtière allemande Tirpitz, étaient prêts à engager les navires soviétiques. En dix minutes, à partir de 03h58, le Moskva et le Kharkov ont tiré pas moins de 350 obus avec leurs canons de 130 mm. Les deux navires de guerre roumains ont riposté avec leur 120 mm à de longues distances, mais seulement frappèrent seulement la mâture du Moskva. Les deux navires soviétiques se profilaient contre l'aube tandis que les navires roumains étaient cachés par la côte derrière eux. Le tir intense et précis de l'Axe a poussé le Moskva et Kharkov à se retirer tout en posant un écran de fumée. En se retirant, ils sont entrés dans un champ de mines roumain et le Moskva a coulé après avoir heurté une mine.
Dépassés en nombre par rapport à la flotte de la mer Noire, les navires roumains sont restés derrière les champs de mines pour défendre Constanța pendant plusieurs mois après le début de la guerre. Ils ont passé ce temps à s'entraîner pour les opérations d'escorte de convois. À partir du 5 octobre, les Roumains ont commencé à poser des champs de mines pour défendre la route entre le Bosphore et Constanța; les mouilleurs de mines étaient protégés par les destroyers. Après l'évacuation d'Odessa le 16 octobre, les Roumains ont commencé à balayer les mines soviétiques défendant le port et à poser leurs propres champs de mines protégeant la route entre Constanța et Odessa. Au cours de l'hiver 1941–1942, les destroyers roumains étaient principalement occupés à escorter des convois entre le Bosphore et Constanța. Le 1er décembre, le Mărăști, le Regina Maria et le Regele Ferdinand escortaient un convoi à Odessa lorsqu'un sous-marin les a attaquées sans succès. Il a été rapidement repéré et a été chargé en profondeur par le Regina Maria et le Regele Ferdinand, cette dernière réclamant sa destruction. Cependant, les archives soviétiques ne reconnaissent aucune perte à cette date.

Mărăști en tenue de camouflage, 1943

Le 20 avril 1942, après la fonte des glaces, le Mărăști, le Mărășești et le Regina Maria escortèrent le premier convoi à Otchakiv, bien que les destroyers roumains fussent généralement utilisés pour escorter les navires entre le Bosphore et Constanța. Après la capitulation de Sébastopol le 4 juillet, une route directe entre le port et Constanța a été ouverte en octobre et exploitée toute l'année. Le Mărăști et le Mărășești et deux canonnières escortaient un convoi de trois cargos le 7 juillet 1943 lorsqu'ils ont été attaqués par une petite meute de loups de trois sous-marins. Shch-201 a tiré six torpilles sur l'une des canonnières et un cargo et les a ratées toutes. Le Mărășești a chargé l'un des sous-marins et a prétendu l'avoir coulé, mais aucun sous-marin n'a été perdu par les Soviétiques ce jour-là. Dans la nuit du 9/10 novembre, les deux navires ont escorté des poseurs de mines pendant qu'elles déposaient un champ de mines au large de Sébastopol. 
À un moment donné pendant la guerre, l'armement antiaérien du navire a été augmenté de deux canons supplémentaires SK C/30 de 37 mm et de quatre canons AA de 20 mm
Les attaques soviétiques réussies au début de 1944 ont coupé la connexion terrestre de la Crimée avec le reste de l'Ukraine et ont nécessité son approvisionnement par voie maritime. Début avril, une autre offensive a occupé la plus grande partie de la péninsule et a encerclé Sébastopol. Les Roumains ont commencé à évacuer la ville le 14 avril, leurs destroyers couvrant les convois de troupes. LeMărăști s'est échoué plus tard ce mois-là et t en réparation pour le reste de la guerre. 
Après le coup d'État du roi Michel le 23 août 1944, la Roumanie a déclaré la guerre aux puissances de l' Axe. Mărăști est resté dans le port jusqu'à ce qu'il soit saisi par les Soviétiques le 5 septembre avec le reste de la marine roumaine. Renommé Lovkiy le 20 octobre, le navire a été mis en service dans la marine soviétique en tant que partie de la flotte de la mer Noire le 14 septembre, avec le Mărășești rebaptisé Lyogkiy.  Ils ont été renvoyés en Roumanie le 12 octobre 1945  où ils ont repris leurs anciens noms. Les deux navires ont ensuite été affectés à l'escadron de destroyers avant de commencer une refonte. Lorsque la "Division Destroyer" a été renommée "418th Destroyer Division" en 1952, le Mărăști a été renommé D-12 . Le navire a continué à servir jusqu'en avril 1961, date à laquelle il a été mis au rebut.